# GeoGuessr
GeoGuessr is een geografisch browserspel waarin spelers locaties moeten raden op basis van Street View-beelden.

## Gameplay
De speler wordt elke ronde gedropt op een willekeurig Google Street View-locatie. In feite zijn de beschikbare locaties beperkt tot straten, snelwegen, paden, rijstroken of andere plaatsen die zijn gefotografeerd door Google-teams. Dit betekent dat de meerderheid van regio's in Azië, Afrika, geïsoleerde gebieden van Canada of Rusland, etc. zo goed als uitgesloten zijn op GeoGuessr omdat er simpelweg geen Street View aanwezig is.

### Gamemodes
Een klassiek spelletje GeoGuessr bestaat uit 5 rondes, elke ronde wordt de speler gedropt op een andere Street View-locatie. Vervolgens moet de speler raden waar hij is en deze plek aanduiden op de kaart. De speler scoort punten (maximaal 5000 per ronde) afhankelijk van hoe dicht bij de werkelijke locatie de speler heeft geraden. Aangezien er 5 ronden zijn is de maximaal haalbare score 25 000 punten. Het gebied waarin de locaties zich bevinden is afhankelijk van welke kaart de speler speelt, zo zijn er kaarten met locaties over de hele wereld, maar ook met locaties in één specifiek land zoals Nederland of Spanje. Ook zijn er kaarten die door spelers zelf worden gemaakt.
Alternatieve gamemodes zijn:
- Battle Royale: een multiplayer gamemode. 10 spelers nemen het tegen elkaar op en de laatste die overblijft wint.
- Duels: een multiplayer gamemode. Twee spelers nemen het tegen elkaar op, degene die de score van de andere als eerst op 0 krijgt is de winnaar.
- Streaks: een singleplayer gamemode. De speler moet raden in welk land hij is. Het doel van het spel is om zoveel mogelijk landen opeenvolgend na elkaar juist te raden. Als de speler een fout maakt moet hij weer bij 0 beginnen. Er is ook een variant met Staten van de Verenigde Staten.

### Strategie
GeoGuessr biedt geen andere informatie dan Street View-beelden en een kompas. Om de locatie te bepalen zijn er verschillende dingen die men kan doen. Spelers kunnen hun locatie bepalen door verkeersborden te lezen, de positie van de zon te bepalen, vegetatie en klimaat te bestuderen en talen te herkennen door bijvoorbeeld de diakritische tekens te leren die specifiek zijn voor een bepaald schrift. De speler kan ook bewegen met behulp van de richtingsbedieningen die gewoonlijk ook aanwezig zijn bij Google Street View.
Verder kan de speler ook nog gebruik maken van Street View-metadata bijvoorbeeld het Street View-voertuig dat beelden in Ghana vastlegde heeft 4 ijzeren staven op het dak waarvan eentje beplakt is met zwarte ducttape.

### Lidmaatschap
GeoGuessr kan sinds 1 februari 2024 niet langer gratis worden gespeeld. Als men wil spelen kan een betaald lidmaatschap worden aangeschaft van €2,99 per maand (€35,88 per jaar). Dit lidmaatschap geeft ook de mogelijkheid zelf kaarten te maken.

## Ontwikkeling
Het spel is in 2013 ontworpen door de Zweedse IT-consultant Anton Wallén. Wallén bezocht graag verre locaties op Google Street View en ontwierp aanvankelijk een programma om een willekeurige locatie in Street View te genereren zodat een mooie locatie kon worden ontdekt. Later besloot hij een competitief element toe te voegen.
In 2019 was GeoGuessr genoodzaakt om geld te vragen voor een lidmaatschap na een prijsstijging van de toegangsprijzen van API Google.
Mobiele apps voor GeoGuessr zijn beschikbaar op Android- en iOS-platforms.

## Ontvangst
De lancering van GeoGuessr in 2013 was erg succesvol. Het spel ging meteen viraal maar de interesse zwakte daarna af. In het begin van de coronapandemie werd het spel weer populairder. GeoGuessr behaalde een tweede piek in populariteit in maart 2021.
Interesse in GeoGuessr wordt snel verspreid door platformen zoals YouTube, Twitch en TikTok waar bijvoorbeeld GeoWizard of Raoul de Graaf het spel spelen.

## Wereldkampioenschap

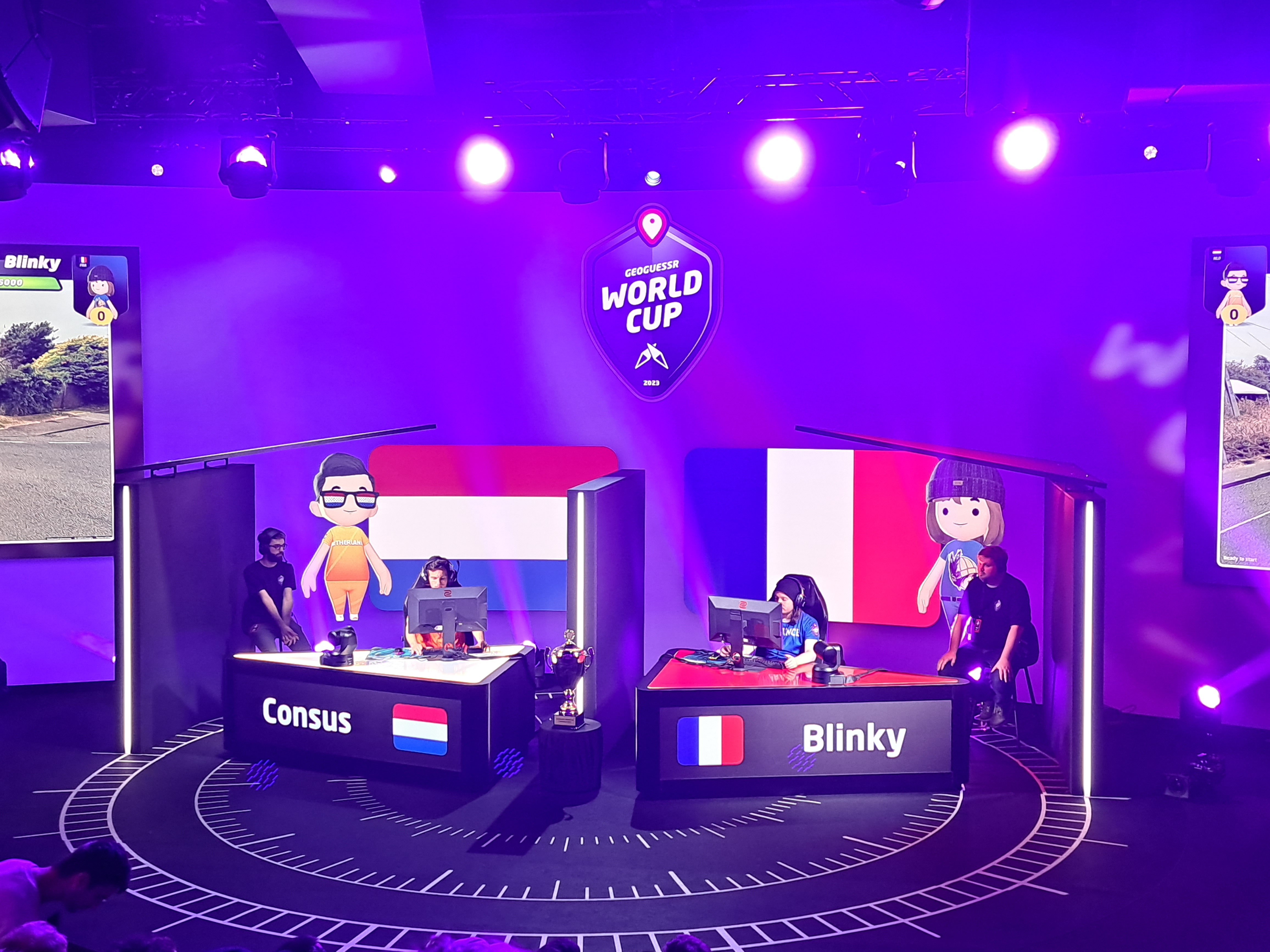
Finale van het wereldkampioenschap in 2023, Consus versus Blinky.

Op 14 oktober 2023 werd het eerste wereldkampioenschap gehouden in Stockholm. De Nederlander Consus versloeg de Franse speler Blinky met 3-1 in de finale. Het wereldkampioenschap van 2024 wordt gehouden van 11 tot 14 september. 